# Davanagere
Davanagere (auch: Davangere, Kannada: ದಾವಣಗೆರೆ Dāvaṇagere [ˈd̪aːʋʌɲʌɡere]) ist eine Stadt im indischen Bundesstaat Karnataka. 
Sie liegt in Zentralkarnataka 256 Kilometer nordwestlich der Hauptstadt Bengaluru. Mit rund 435.000 Einwohnern (Volkszählung 2011) ist Davanagere die siebtgrößte Stadt des Bundesstaates. Die Stadt ist Verwaltungssitz des Distrikts Davanagere.
Des Weiteren besitzt die Stadt seit dem 6. Januar 2007 den Status einer City Corporation.
Davanagere war ein unbedeutendes Dorf, bis Hyder Ali, der Machthaber von Mysore, im 18. Jahrhundert den Ort dem Marathen-Führer Apoji Ram als Lehen (jagir) gab. Dieser siedelte Händler an, durch die Davanagere zu einem wichtigen Handelszentrum wurde und schnell wuchs. Im 19. Jahrhundert begründeten die Briten die Baumwollindustrie, die bis heute den wichtigsten Erwerbszweig in Davanagere darstellt.
Nach der Volkszählung 2011 hat Davanagere 434.971 Einwohner. 73 Prozent der Bevölkerung sind Hindus, 25 Prozent sind Muslime und jeweils etwa 1 Prozent Jainas und Christen. Die Hauptsprache ist Kannada, das nach der Volkszählung 2001 von 66 Prozent der Bevölkerung als Muttersprache gesprochen wird. Unter der muslimischen Minderheit ist Urdu (23 Prozent) verbreitet. Kleinere Minderheiten sprechen Telugu (3 Prozent), Marathi, Hindi und Tamil (jeweils 2 Prozent).
Davanagere liegt an der nationalen Fernstraße NH 4 von Chennai über Bengaluru nach Mumbai. Daneben ist die Stadt über die Eisenbahnstrecke Bengaluru-Hubballi an das Eisenbahnnetz angeschlossen.

## Persönlichkeiten
- Vinay Kumar (* 1984), Cricketspieler